# Семізбай (рудник)
Семізбай (рудник) – гірничодобувне підприємство на півночі Казахстану (Акмолинська та Північно-Казахстанська області), яке здійснює розробку однойменного уранового родовища. 
Родовища Семізбай відкрили в 1973-му та почали розробляти методом підземного вилуговування з 1984-го. В якийсь момент на тлі завершення радянської ядерної програми видобуток зупинили. У 2009 році розробку відновила компанія «Семизбай-U», яка належить державному концерну «Казатомпром» (51%) та китайській Beijing Sino-Kaz Uranium Resources Investment Company Limited (49%). 
Вилужнювання провадиться за допомогою сульфатної кислоти, яку постачає завод зі Степногорська.
В 2023-му анонсували план завершального етапу розробки Семізбай, за яким у перші дванадцять років тут хочуть отримувати по 406 тон урану, після чого розпочнеться трирічний період зниження видобутку. Для реалізації цього плану буде потрібно пробурити понад 6 тисяч свердловин середньою глибиною біля 120 метрів.